# Het Bloed van Rozen
Het Bloed van Rozen is een fantasyboek van de Britse schrijfster Tanith Lee.

## Verhaal
Mechail Kohrlen, zoon van de adellijke Nilya en woudheer Carg Vrost van de toren werd op driejarige leeftijd bezocht door een zwart, bloemachtig vlinderwezen dat zijn bloed dronk en hem bijna doodde. Hij groeide op en werd geoefend in lezen en krijgskunst, ondanks zijn krachteloze linkerarm. Na de dood van zijn moeder trouwde zijn vader tegen de wet voor een derde maal, waaruit zijn bastaardbroer Krau voortkwam.  De Esnias zijn de aartsvijanden van de familie, en wanneer Mechail en Krau een groepje Esnias aanvallen blijkt Krau het met de Esnias op een akkoordje te hebben gegooid om zich van Mechail te ontdoen. Hij wordt gedood en zijn lijk terug naar de toren gebracht. Tijdens de dodenwake herrijst Mechail en hij doodt Krau en de andere wakers, waarna hij verdwijnt. Magister Anjelen van de vaderkerk uit Khish komt de zaak onderzoeken.